# عبد العالي عبد المولى
عبد العالي عبد المولى سياسيٌّ ورجل أعمال مغربي وُلِدَ يومَ 15 مايو 1948 في الجديدة وتُوُفِّيَ يوم 9 فبراير 2024 في طنجة. هو مؤسس الشركة البحرية (كوماريت) ومديرها منذ يوم تأسيسها في 1984 إلى حين تصفيتها في 2014.